# Jirkov (železniční zastávka)
Jirkov je zastávka a nákladiště v jižní části města Jirkov v okrese Chomutov v Ústeckém kraji nedaleko řeky Bíliny. Leží na neelektrizované železniční trati Chomutov–Jirkov. Přibližně 500 metrů severně se nachází městské autobusové nádraží. Dále se ve městě nachází železniční zastávka Jirkov zastávka.

## Historie
Železniční síť začala na Mostecku růst s rozvojem těžby hnědého uhlí. Jednopatrová stanice byla vybudována jakožto součást trati Duchcovsko-podmokelské dráhy (DBE), spojující Háj u Duchcova, Litvínov, Jirkov s vlastní nádražní budovou společnosti v Chomutově (později seřazovací nádraží), pravidelný provoz zde byl zahájen 19. prosince 1872. Na sever od staniční budovy vzniklo nákladové nádraží. V rámci procesu zestátňování všech soukromých společností v Rakousku-Uhersku převzala roku 1892 provoz stanice společnost Císařsko-královské státní dráhy (kkStB), po roce 1918 pak správu přebraly Československé státní dráhy.
V důsledku hnědouhelné těžby a rozšíření povrchového velkolomu Československé armády byl traťový úsek z Litvínova do Jirkova k 23. květnu 1972 odstaven z osobního provozu a jirkovské nádraží se tak stalo koncovou stanicí. Zbytek kolejového úseku do Litvínova byl částečně snesen či rozebrán. Roku 1984 došlo ke změně značení tratě a byla zde zahájena nákladní doprava, roku 1997 také doprava osobní.

## Popis
Nachází se zde jedno jednostranné nekryté nástupiště, k příchodu na nástupiště slouží přechod přes kolej.